# The New Shawl
The New Shawl  è un cortometraggio del 1910 diretto da Harry Solter. Prodotto dalla Independent Moving Pictures e distribuito dalla Motion Picture Distributors and Sales Company, aveva come interpreti Florence Lawrence e King Baggot.

## Produzione
Il film fu prodotto dall'Independent Moving Pictures Co. of America (IMP)

## Distribuzione
Il film - un cortometraggio in una bobina - uscì nelle sale statunitensi il 28 aprile 1910, distribuito dalla Motion Picture Distributors and Sales Company.